# Província de Ternòpil

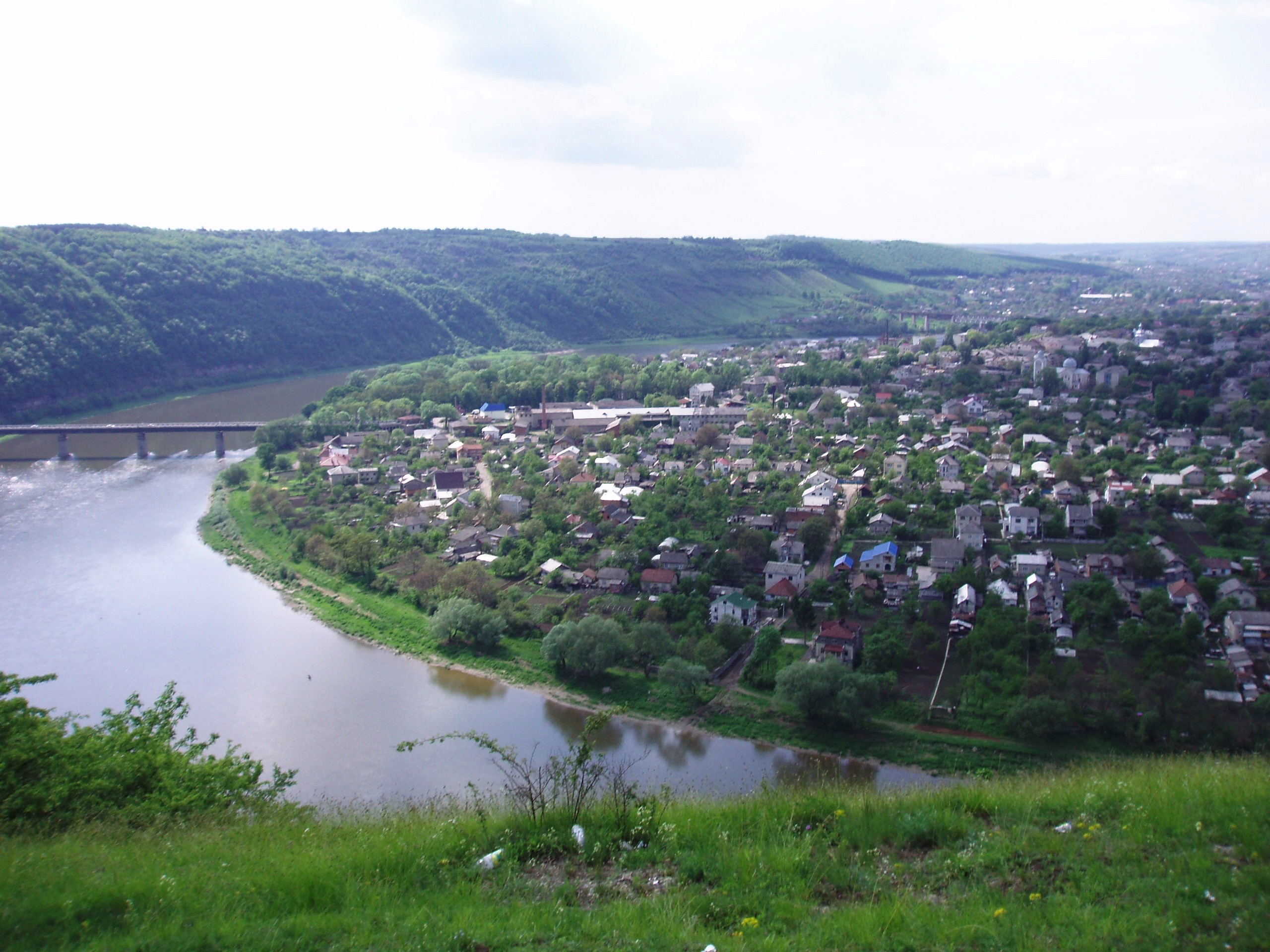
Vista panoràmica de la ciutat de Zalísxiki (Залі́щики), al riu Dnister.

La província de Ternòpil o Ternópil (ucraïnès: Терно́пільська óбласть, transcrit: Ternòpillska óblast, transcrit indicant els signes suaus o febles: Ternòpil’s’ka óblast’; transliterat: Ternopil’s’ka oblast’; nom informal: Терно́пільщина, transcrit: Ternòpillsxyna, transliterat: Ternopil’sxyna) és una óblast (província) d'Ucraïna Occidental. La capital és Ternòpil.
Limita amb les óblasts de Rivne al nord, Khmelnitski a l'est, Txernivtsí al sud, i Ivano-Frankivsk i Lviv a l'oest. Forma part de tres regions històriques: forma el sector est de Halytxynà (Galítsia, en ucraïnès: Галичина), el sector sud de Volyn (Волинь) i el sector oest de Podíl·lia (Поділля).
Per millor situar l'óblast, vegeu aquest mapa d'Ucraïna que mostra les divisions administratives i països veïns de forma molt clara (en anglès).

## Geografia física

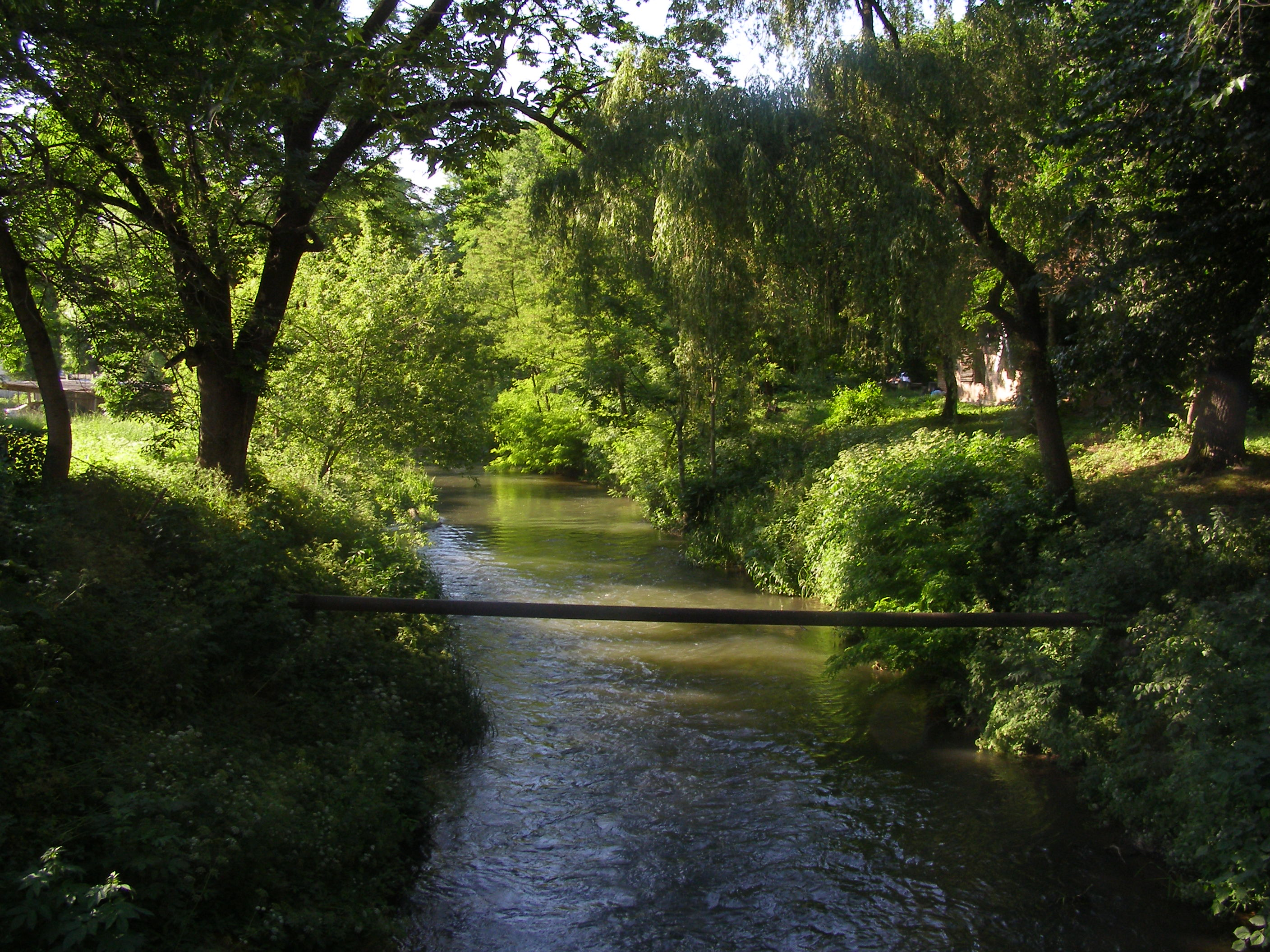
El Zolotà Lypa al seu pas per la ciutat de Berejany.

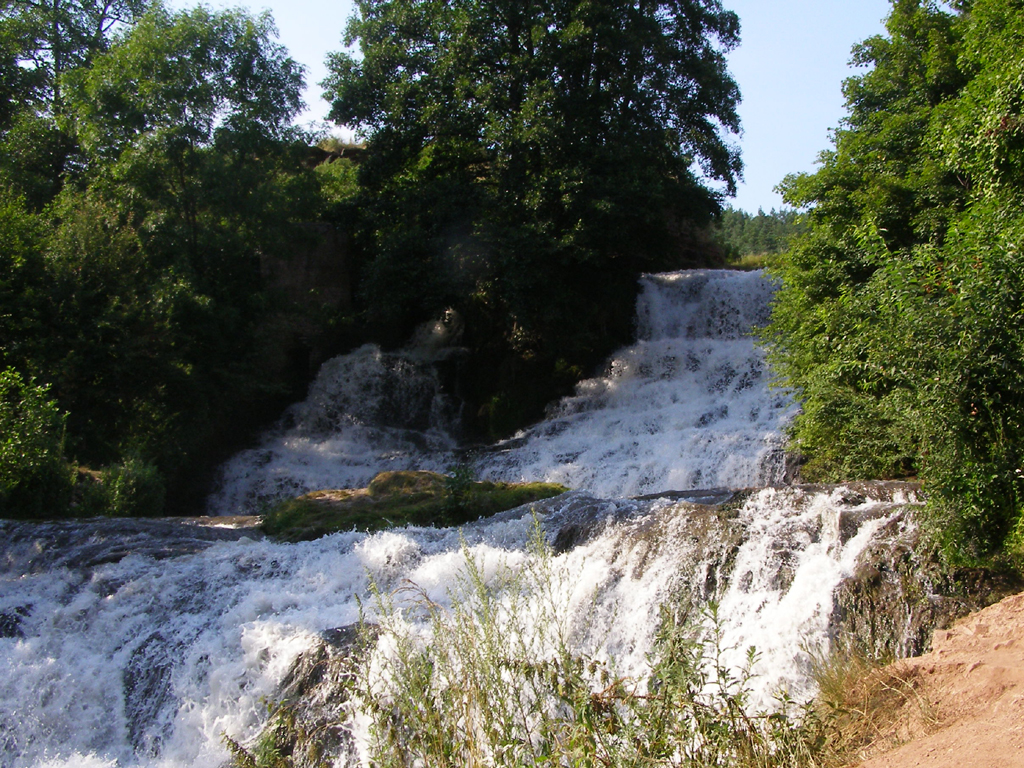
Les cascades del Djuryn.

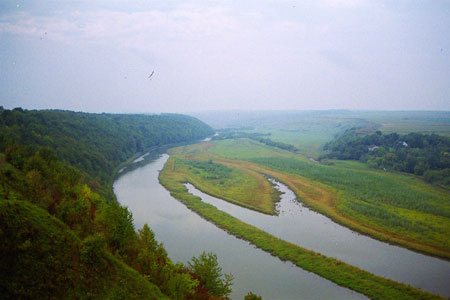
El riu Zbrutx al seu pas pel poble de Dorofíïvka (Дорофіївка), riu amunt de Volotxysk.

### Relleu
L'óblast de Ternòpill ocupa la part occidental de les terres altes Podíllia (Поді́льська височина́, Podillska vysotxynà). En general, el relleu del territori és relativament pla o de plana ondulant. Al sud de l'óblast, a la regió dels tossals del Tovtry, el terreny té un pendent general de nord baixant cap a sud. La resta del territori té un pendent general de baixada cap al nord-est. L'altitud absoluta varia entre 443 metres (la muntanya Popelykha -гора Попелиха-, prop del poble de Metxýsxiv o Metxýxtxiv -Мечищів-, al raion de Berejan•y) a 116 metres (a la confluència del Zbrutx amb el Dnister).

### Hidrografia

#### Rius
El riu Dnister o Dníster (Дністе́р o Дні́стер) dibuixa la frontera sud de la província de Ternòpill, mentre que la pràctica totalitat del Zbrutx dibuixa la major part de la frontera est de l'óblast, que dona a l'óblast de Khmelnitski. Altres rius importants de l'óblast són:
Tributaris esquerra del Dnister:
- El Zbrutx (Збруч) - 247 km de llargada, 244 dins de l'óblast. Aquest riu dibuixa gran part de la frontera entre de l'óblast de Ternòpill i la de Khmelnitski, a l'est. Travessa les ciutats i viles de Pidvolotxysk (Підволочи́ськ), Hussiàtyn (Гуся́тин) i altres.
- El Seret (Сере́т) - 242 km de llargada. Passa per la capital de l'óblast, Ternòpill. (No s'ha de confondre amb el riu homònim més petit de l'óblast de Lviv, que passa pel poble de Dobrohytx).
- El Strypa (Стри́па) - 135 km de llargada
- El Zolotà Lypa (Золота́ Ли́па, és a dir, Til·ler o Tell d'or) - 85 km de llargada. Passa per la ciutat de Berejan•y (Бережа́ни, pronunciat Berejan•y, on la "n" i la "y" es pronuncien per separat).
- El Djuryn (Джурин) - 51 km de llargada.

### Parcs naturals
- Parc nacional dels tossals de Kremenets (Національний природний парк «Кременецькі гори»), va ser declarat parc nacional el 2009 i comprèn 6.951 hectàrees dels raions de Kremenets i Xumsk, al nord de l'óblast.
- Reserva natural dels Medobory[Enllaç no actiu] (Природний заповідник «Медобори», Pryrodnyi zàpovidnyk "Medobory"), 10521 hectàrees de territori protegit, també al nord de l'óblast, als munts dels Medobory (part dels tossals dels Tovtry, Поді́льські То́втри, Podilski Tovtry) i el vall del Zbrutx als raions de Hrymàiliv i Hussiàtyn.

## Política i govern

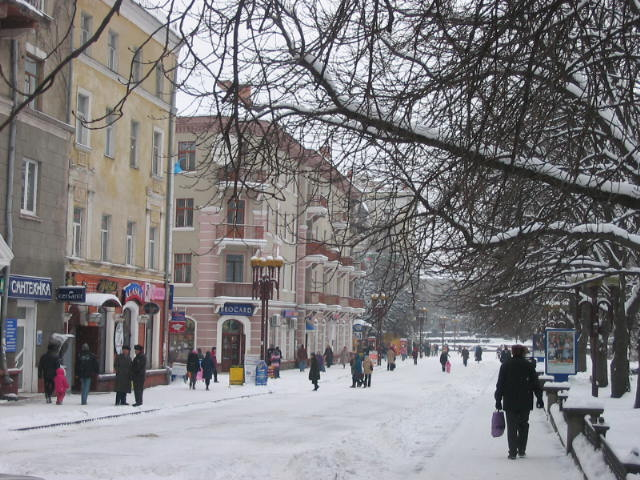
Passeig de Taràs Xevtxenko a Ternòpill l'hivern.

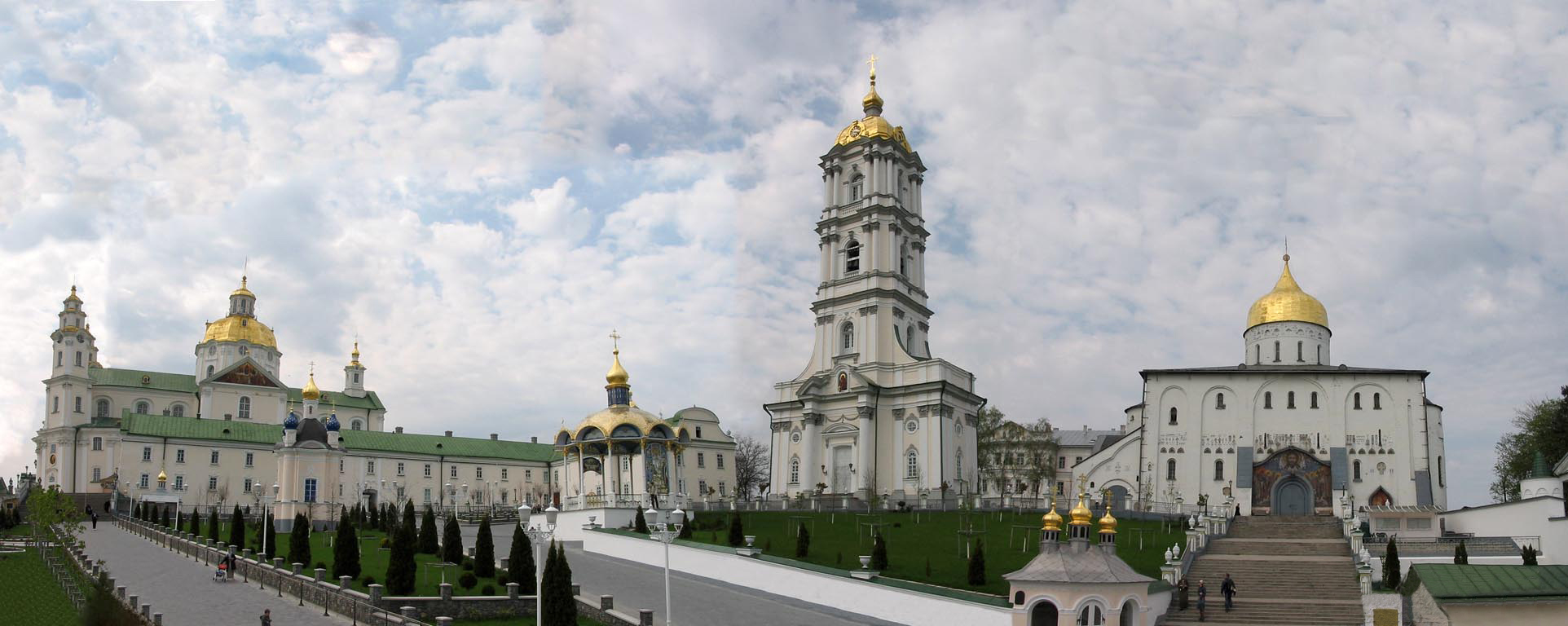
Dins el recinte de la lavra o monestir de Potxàïv.

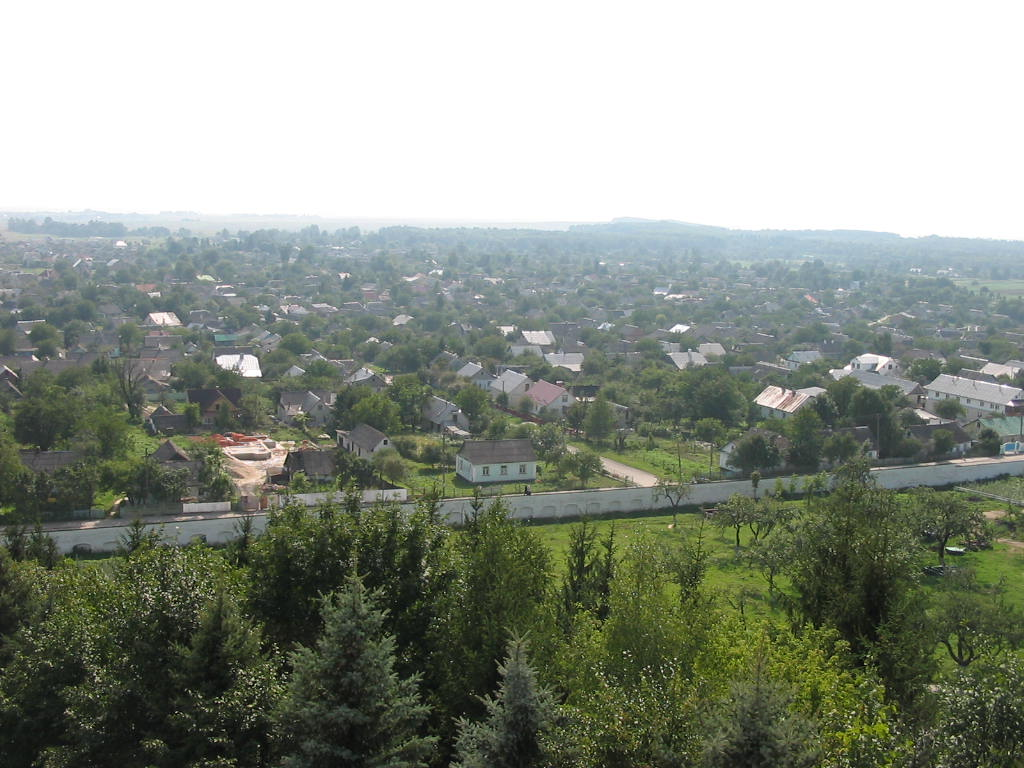
Vista de la ciutat de Potxàïv des de la lavra.

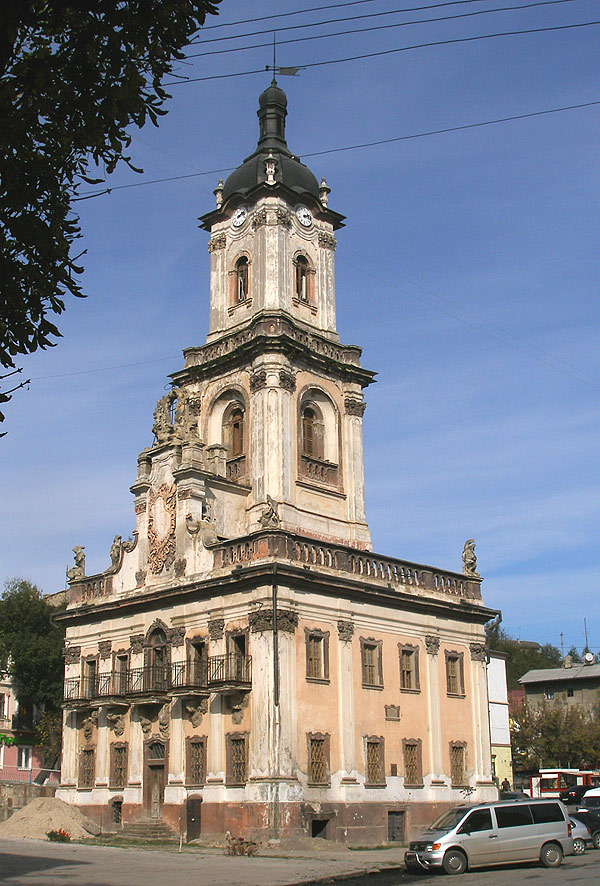
Antiga casa consistorial de Bútxatx, de l'arquitecte Bernard Meretyn i l'escultor Jan Jerzy Pinzel.

### Divisions administratives
L'óblast de Ternòpill està dividida en 17 raions (sing. район, raion, pl. райо́ни, raion•y, subdivisió administrativa similar a les nostres comarques) i 1 ciutat que no depèn d'un raion sinó directament de l'óblast. Aquesta última és la ciutat capital de l'óblast, Ternòpill (Терно́піль).
L'óblast té un total de:
- 18 ciutats (sing: мі́сто, misto, plural: мі́ста, mista), 17 de les quals depenen d'un raion;
- 17 viles o "assentaments de tipus urbà" o SMTs (un смт, smt, се́лище місько́го ти́пу, sélysxe miskoho typu, és un municipi amb estatus de vila, és a dir, entre un poble i una ciutat);
- 1.019 pobles (село́, seló); i...
- 1 llogarret (се́лище, sélysxe, tot sol).

### Principals viles i ciutats
Ciutats:
- Ternòpil (Терно́піль), per on passa el riu Seret.
- Berejani o Berejan•y (Бережа́ни, pronunciat Berejan•y, on la "n" i la "y" són dues lletres diferents, pronunciades per separat), per on passa el riu Zolotà Lypa o "Tell d'or".
- Borxiv (Борщі́в)
- Bútxatx (ucraïnès: Бу́чач, Bútxatx; jiddisch: בעטשאָטש)
- Zalísxyky, Zalíxtxyky (Залі́щики), a la riba esquerra del Dnister, al sud de la província.
- Zbàraj (Зба́раж)
- Zbóriv (Збо́рів), a la riba del Strypa.
- Kopýtxyntsi (Копи́чинці)
- Krémenets (Кре́менець)
- Lanivtsí (Ланівці́)
- Monastyryska (Монасти́риська)
- Pidhaitsi (Підга́йці)
- Potxàïv (Поча́їв), on es troba el monestir o complex monasterial de la dormició
- Skalat (Скалат)
- Terébovlia (Тере́бовля, en documents antics: Теребовль, Terebovl)
- Khórostkiv (Хóростків)
- Txortkiv (Чорткі́в), sobre el riu Seret, tributari del Dnister.
- Xumsk (Шумськ)

Viles ("assentaments de tipus urbà": се́лище місько́го ти́пу, sélysxe miskoho typu, o смт, SMT)
- Velyka Berézovytsia (Вели́ка Бере́зовиця, que es pot traduir més o menys com a "Gran Vila Bedolls")
- Velyki Birky (Вели́кі Бі́рки)
- Vyxnivets (Вишніве́ць)
- Hrymàiliv (Грима́йлів)
- Hussiàtyn (Гуся́тин)
- Drujba (Дру́жба, "Amistat", abans del 1963, Зелена, Zelena, "Verda") - aquest és només un dels molts municipis que s'anomenen així per tot Ucraïna. Aquest nom és una herència dels temps soviètics.
- Zavodské (Заводське́), fou fundat el 1981 al lloc on originalment hi havia hagut el llogarret de Lýnyky (Ли́пники).
- Zaliztsi (Залізці, abans del 1993: Заложці, Zalojtsi; a documents històrics: Залісці, Zalistsi) - primer esmentat a documents històrics el 1483, es troba a la riba del Seret.
- Zolotýi Potik (Золотий́ Поті́к), conegut des del 1388 i fins al 1570 com a Zahaipole (Загайполе), es troba al riuet Potitxok, no gaire lluny d'on el Strypa entra al Dnister.
- Kozliv (Козлі́в)
- Kozovà (Козова́), es troba a banda i banda del riu Koropets.
- Koropets (Коропе́ць)
- Mélnytsia-Podilska (Ме́льниця-Поді́льська, abans del 1940: Мельниця-над-Дністром, Mèlnytsia nad Dnistrom, "Mèlnytsia a la riba del Dnister"), es troba a la riba esquerra del Dnister.
- Mykúlyntsi (Мику́линці, en l'antiguitat: Мику́лин, Мику́линь, Mykúlyn, Mykúlyny)
- Pidvolotxysk (Підволочи́ськ)
- Skalà-Podilska (Скала́-Поді́льська, "Skalà" o "Espadat de Podíllia", abans del 1939: Скала-над-Збручем, Skalà nad Zbrutxem, "Skalà" o "Espadat a la riba del Zbrutx")
- Tovsté (Товсте́)

## Cultura

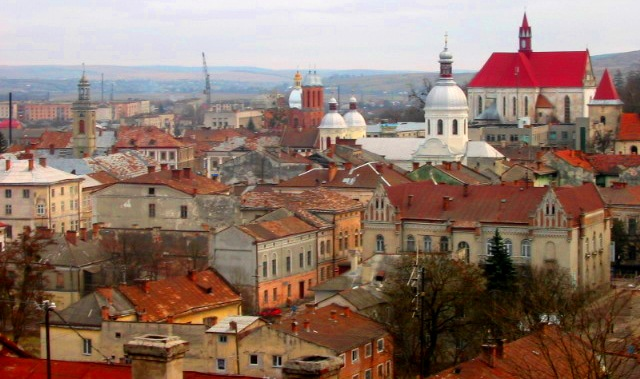
Vista de la ciutat de Berejan•y.

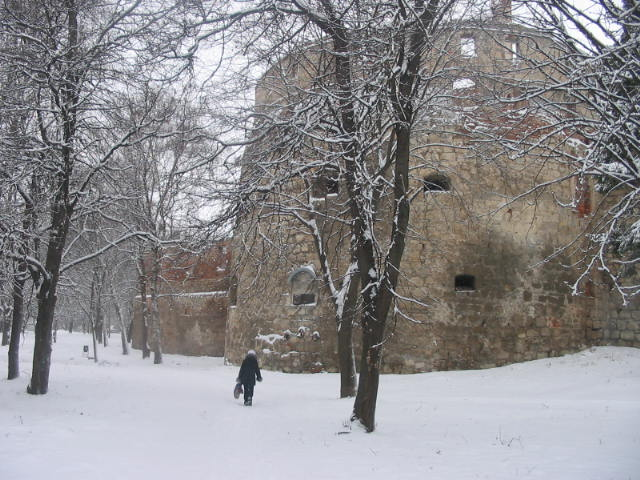
Ruines del castell de Berejan•y, hivern 2005.

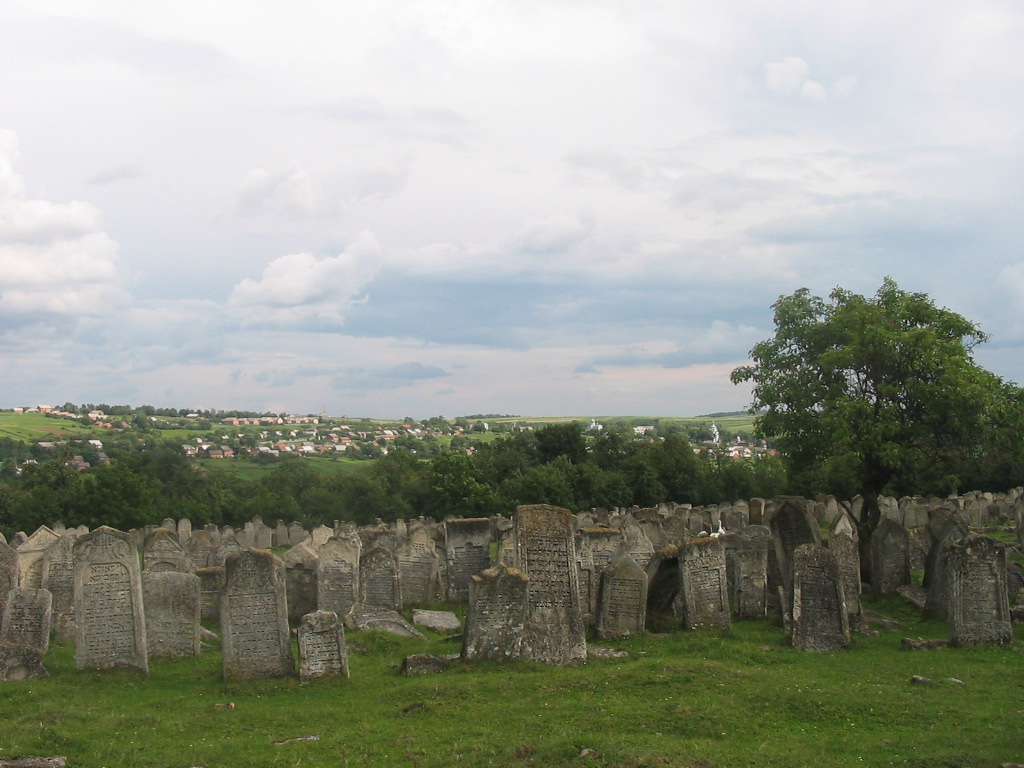
Cementiri jueu a la petita ciutat de Pidhaitsi (Підга́йці).

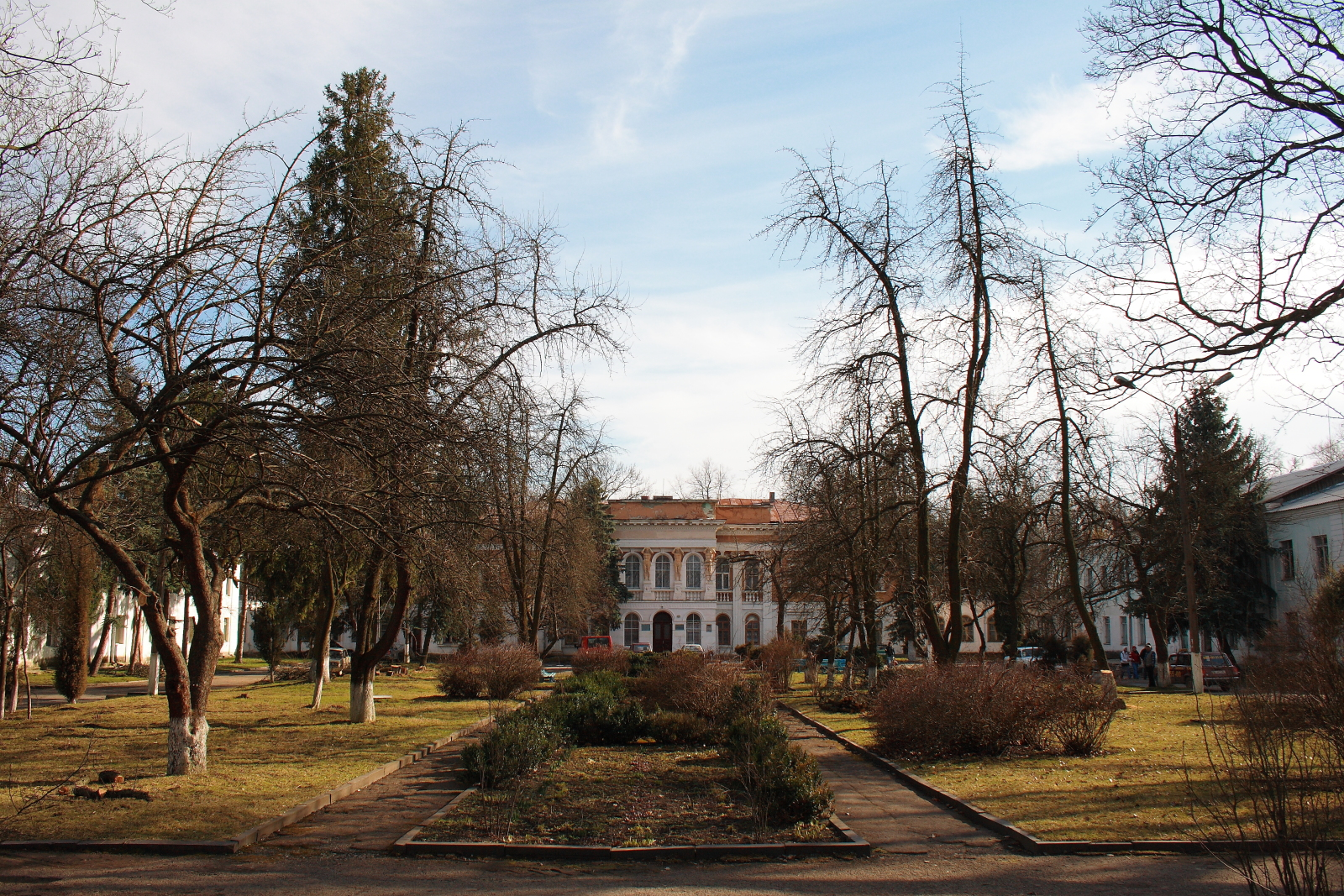
Palau de l'època austrohongaresa a Mykúlyntsi.

### Llocs i dades d'interès
- Lavra de Potxaev (ucraïnès: Свято-Успенська Почаївська Лавра, és a dir, Lavra o Monestir de la sagrada dormició de Potxàïv)
- Els tossals dels Tovtry, espai natural.
- Les cascades del Djuryn.

### Personatges
- Solomia Kruixelnytska (Соломі́я Амвро́сіївна Крушельни́цька, Solomia Ambróssiïvna Kruixelnytska, 1872-1952), famosa cantant d'òpera ucraïnesa (soprano). L'òpera de Lviv porta el seu nom. La seva casa natal és ara una casa-museu dedicat a la seva figura al poble de Bila, a la província de Ternòpill.

- Vassil Ivantxuk (en ucraïnès: Василь Михайлович Іванчук, Vassyl Mykhàilovytx Ivantxuk; Kopýtxyntsi, 1969) - jugador d'escacs ucraïnès que ostenta el títol de Gran Mestre des de 1988.

#### Escriptors
- Markiiàn Xaixkévytx (Маркія́н Семе́нович Шашке́вич, Markiiàn Seménovytx Zaixkévytx, poble de Pidlýssia, Halytxynà, actual óblast de Lviv, 1811 - poble de Novossilky Lisní, Halytxynà, actualment part de Polònia, 1843), poeta, escriptor, sacerdot, activista cultural i figura de talla nacional, va ser un dels propulsors de la Renaixença Ucraïnesa del segle xix, particularment actiu a la Ucraïna occidental, Halytxynà (Galítsia). Va estudiar a Berejan•y, óblast de Ternòpill.

- Bohdan Lepkyi, nom de ploma: Markó Murava (Богда́н Ле́пкий, Богдан Теодор Нестор Лепкий, poble de Krehulets, actual óblast de Ternòpill, 1872 — Cracòvia 1941) — poeta, prosista, estudiós i crític literari, traductor, editor, publicista, pintor i activista cultural.

- Shmuel Josef Agnon (en hebreu: שמואל יוסף עגנון; en ucraïnès: Шмуель Йосеф Аґнон), pseudònim de Shmuel Josef Halevi Czaczkes (en ucraïnès: Шмуель Йосеф Галеві Чачкес, Xmuel Iosef Halevi Txaktxes), també conegut com a Xai o Shai Agnon (en hebreu: ש"י עגנון) (Bútxatx, en ucraïnès: Бучач, Bútxatx, actual óblast de Ternòpill; en polonès: Buczacz; en alemany: Butschatsch, Imperi Austrohongarès 1888 - Jerusalem, Israel 1970) fou un escriptor israelià guardonat amb el Premi Nobel de Literatura l'any 1966. Escrivia principalment en hebreu, tot i que algunes obres les va fer en jiddisch. També dominava l'alemany, el polonès i l'ucraïnès.

- Iurii Pokaltxuk (Ю́рій Володи́мирович Покальчу́к, Kremenets, óblast de Ternòpill 1941 - Kíev 2008), escriptor, traductor, filòleg, cap de la secció internacional de la Unió d'Escriptors d'Ucraïna. Formà part del grup literari "Els gossos de Sant Iurii" (Sant Jordi) («Пси святого Юра»), i fou el fundador, líder i lletrista del grup de rock "Llums de la gran ciutat" («Вогні великого міста»).

- Vassil Makhnò, en anglès: Vasyl Makhno (Василь Махно, poble de Txortkiv, óblast de Ternòpill, 1964), poeta, assagista, traductor i dramaturg. Tradueix del polonès i anglès. La seva obra ha estat traduïda a l'anglès, alemany, jiddisch, portuguès, romanès, armeni, lituà, belarús, polonès, rus, eslovè, txec, serbi i malai. Viu a Nova York des de l'any 2000. Vegeu la seva obra a Poetry International Arxivat 2010-06-12 a Wayback Machine. (poemes en ucraïnès i anglès, biografia i entrevista en anglès).

- Mariana Savka (Мар'я́на Оре́стівна Са́вка, Mar'iana Oréstivna Savka, Kopýtxyntsi, óblast de Ternòpill, 1973), poeta de renom, filòloga, publicista, escriptora de poesia infantil i cofundadora i redactora en cap de l'editorial Staryi Lev («Видавництва Старого Лева»). Durant el seu període d'estudiant a la Universitat de Lviv, va formar part del grup literari femení "MMIUNNA TUHA" ("ММЮННА ТУГА", junt amb la Marianna Kiianovska, la Iúlia Misxenko i la Natalka Sniadanko). Ha traduït de l'anglès. La seva poesia ha estat traduïda a l'anglès, belarús, rus, polonès i lituà.

- Iuri Zavadski (Ю́рій Романович Зава́дський, Ternòpill, 1981), poeta experimental sonor (vegeu poesia sonora), activista poètic, organitzador de recitals, estudiós de la literatura comparada ucraïnesa-polonesa (tradueix poesia del polonès, etc.) i de la poesia experimental, especialment el pan-futurisme ucraïnès de principis de segle xx, els moviments relacionats russos i soviètics, i l'OULIPO francès, professor d'universitat de Ternòpill i mestre d'escola per uns tallers de poesia, el 2009 ha fundat una editorial. Participa en el grup literari "Front Occidental de Poesia Jove" (“Західний фронт молодої поезії”, Zàkhidnyi front molodoï poeziï). Té una pàgina web seva, una dedicat al poeta experimental dels anys 70-80-90, Ivan Iov Arxivat 2009-09-01 a Wayback Machine. (poesia sonora, poesia experimental), una a l'avantguardista ucraïnès Pavló Tytxyna Arxivat 2010-10-18 a Wayback Machine., i una per penjar els treballs de poesia experimental que fan els seus alumnes (principalment nascuts el 87) del taller de poesia Literturna studia 87 Arxivat 2013-03-24 a Wayback Machine. i una a tota mena de poesia experimental. El 2009 va fundar l'editorial Krok.

- Mikola Xpakovski, "Bareth" (Мико́ла Шпако́вський, poble de Konopkivka, óblast de Ternòpill, 1983), poeta, cantautor, guitarrista, activista literari, coordinador de projectes literaris participa en el grup literari "Front Occidental de Poesia Jove" (“Західний фронт молодої поезії”, Zàkhidnyi front molodoï poeziï).

## Galeria d'imatges

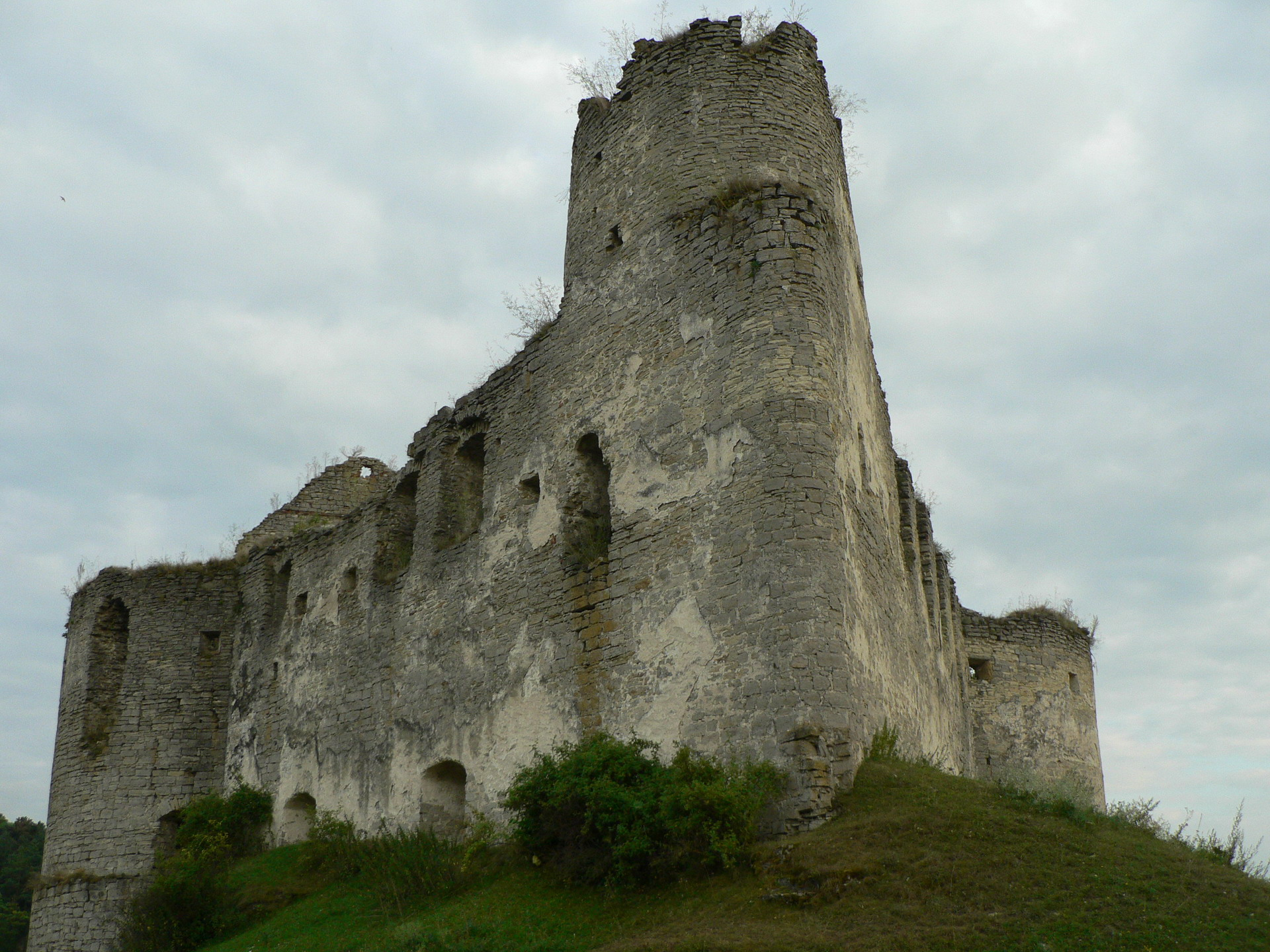
Ruïnes del castell de Sydóriv, no gaire lluny de Hussiàtyn.

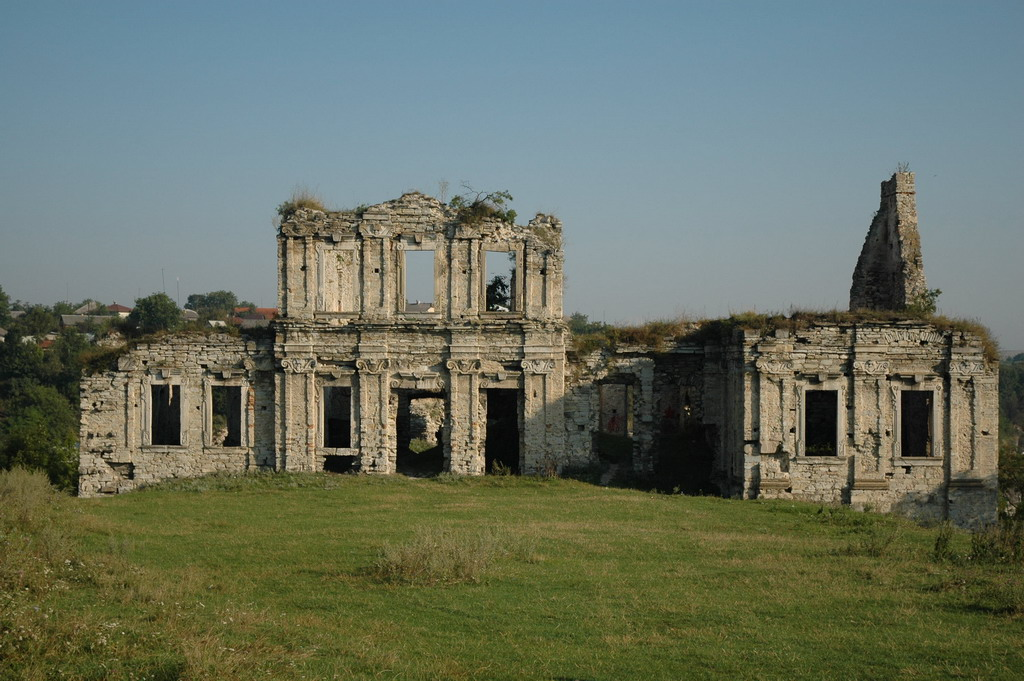
Ruïnes del castell de Skalà-Podilska.

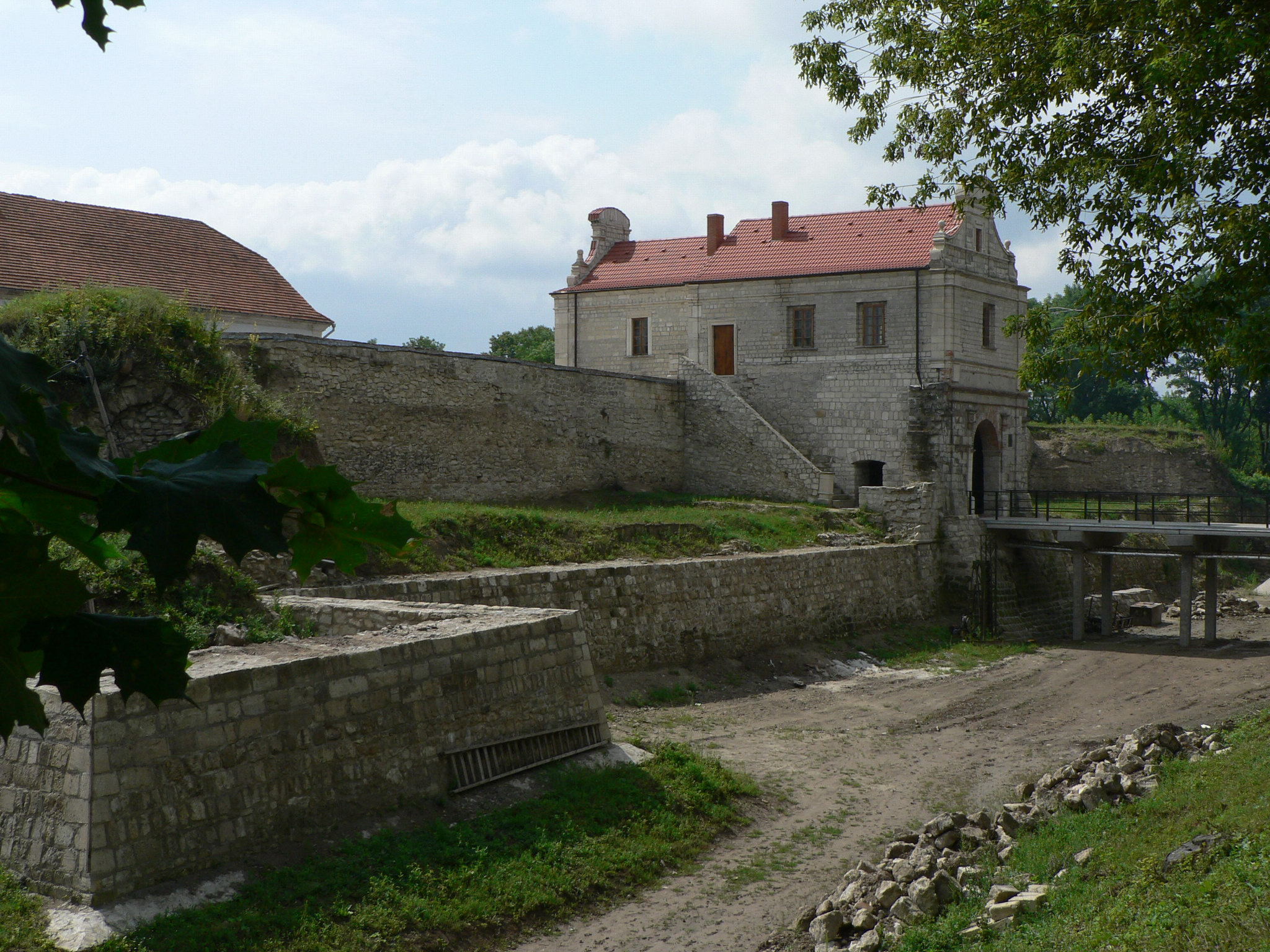
El castell de Zbàraj.

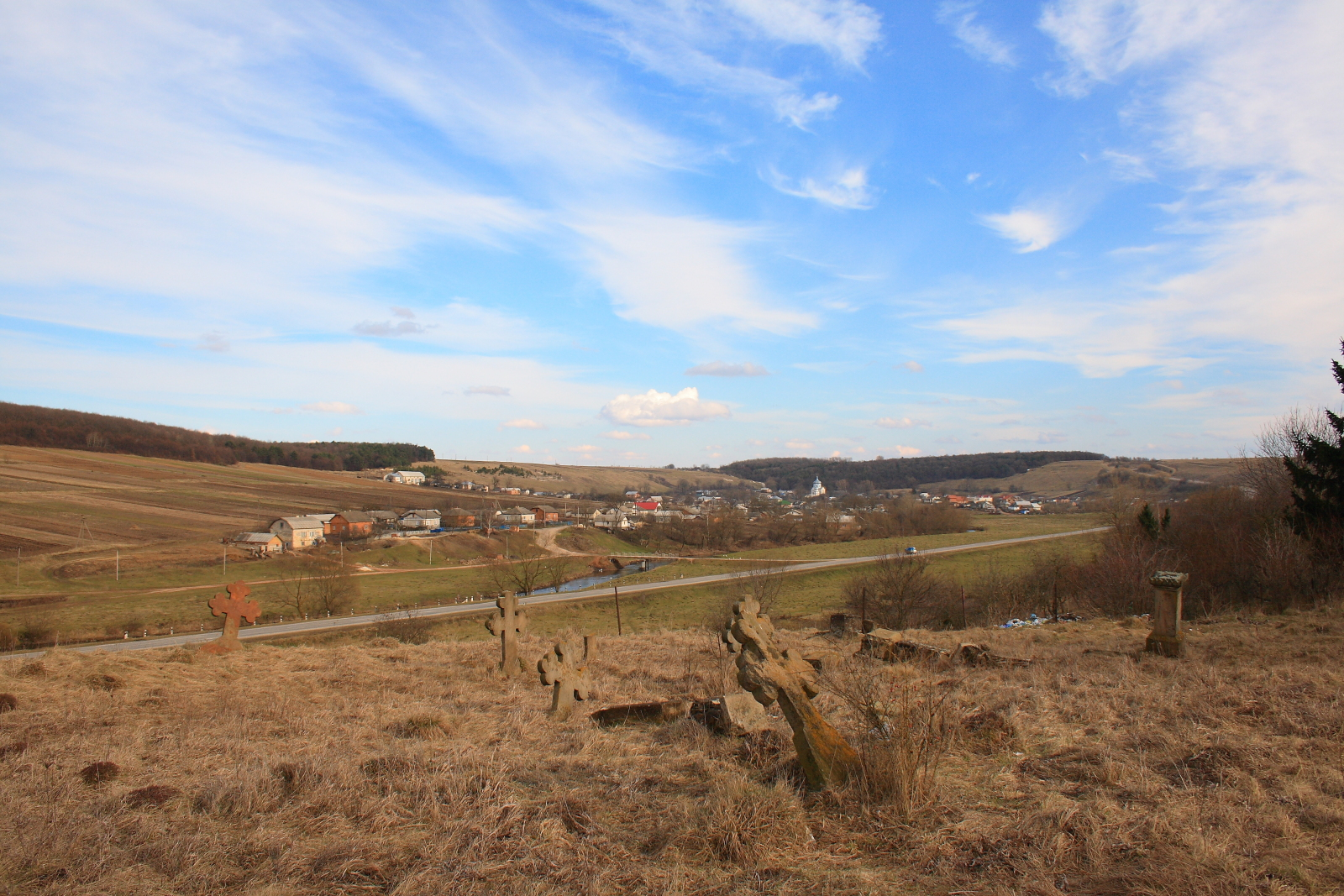
Mykúlyntsi a la distància.

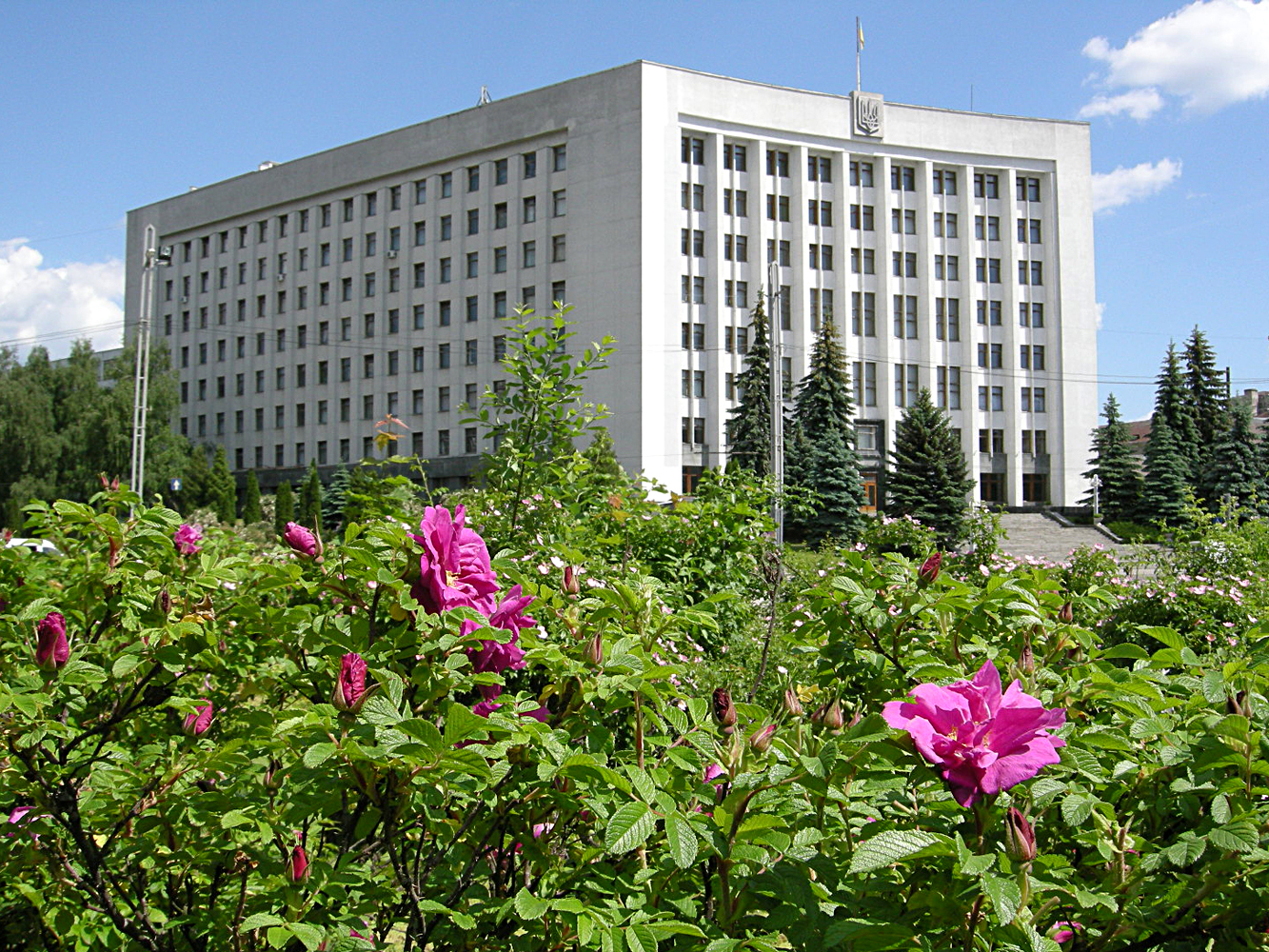
Diputació de la província de Ternòpill des del parc Taràs Xevtxenko, a Ternòpill.
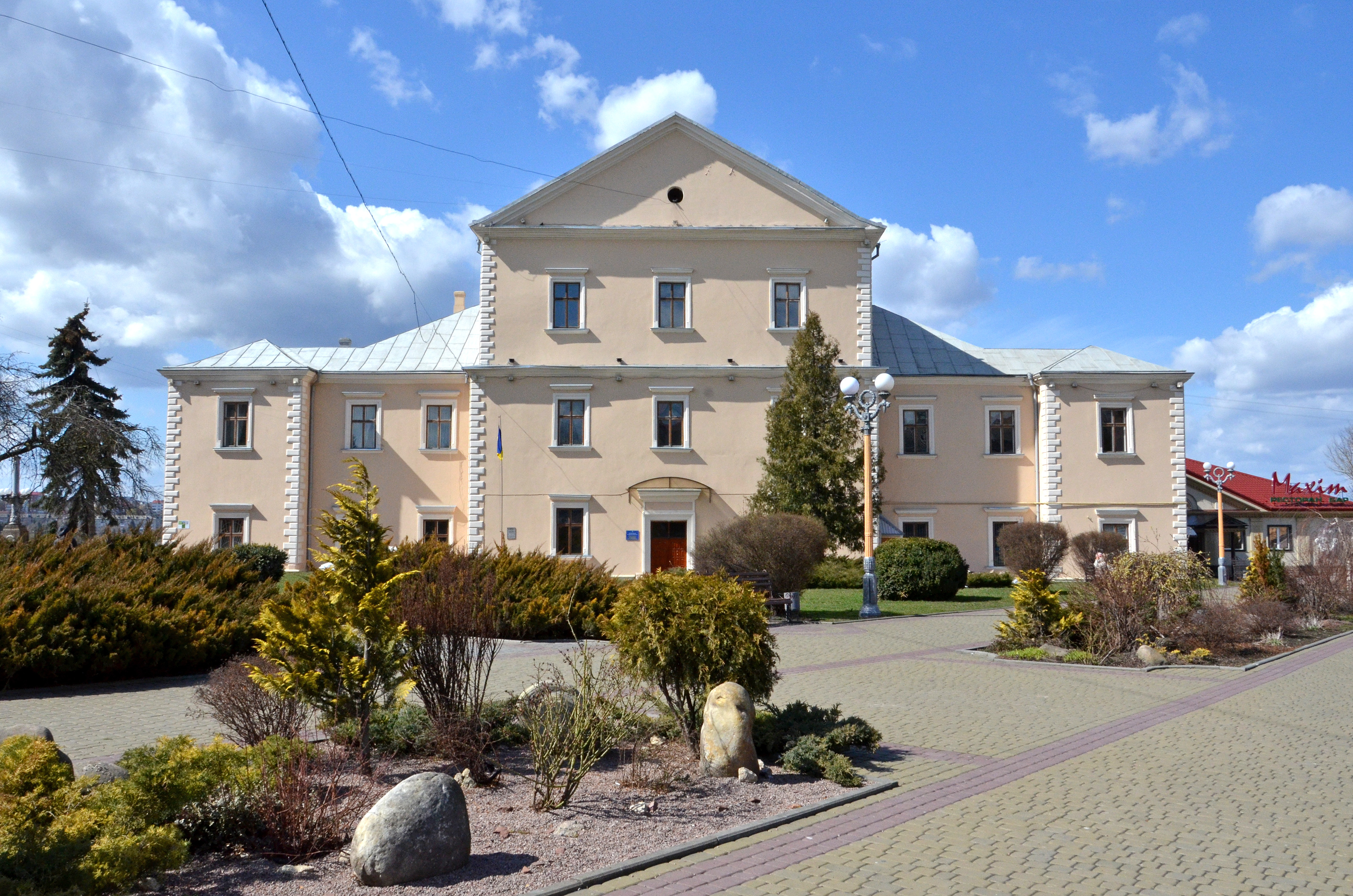
Castell de Ternòpill, data del 1540, però modificat el segle xix.
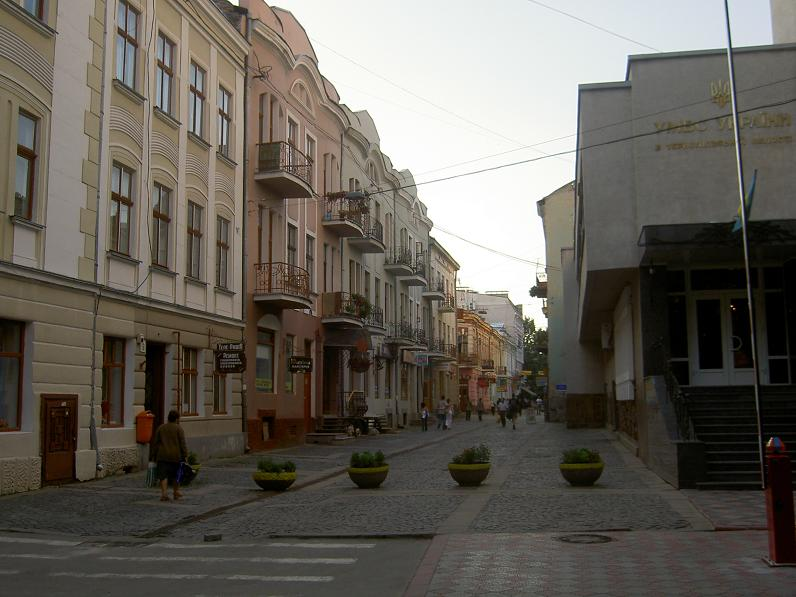
El carrer Valova, al centre històric de Ternòpill.
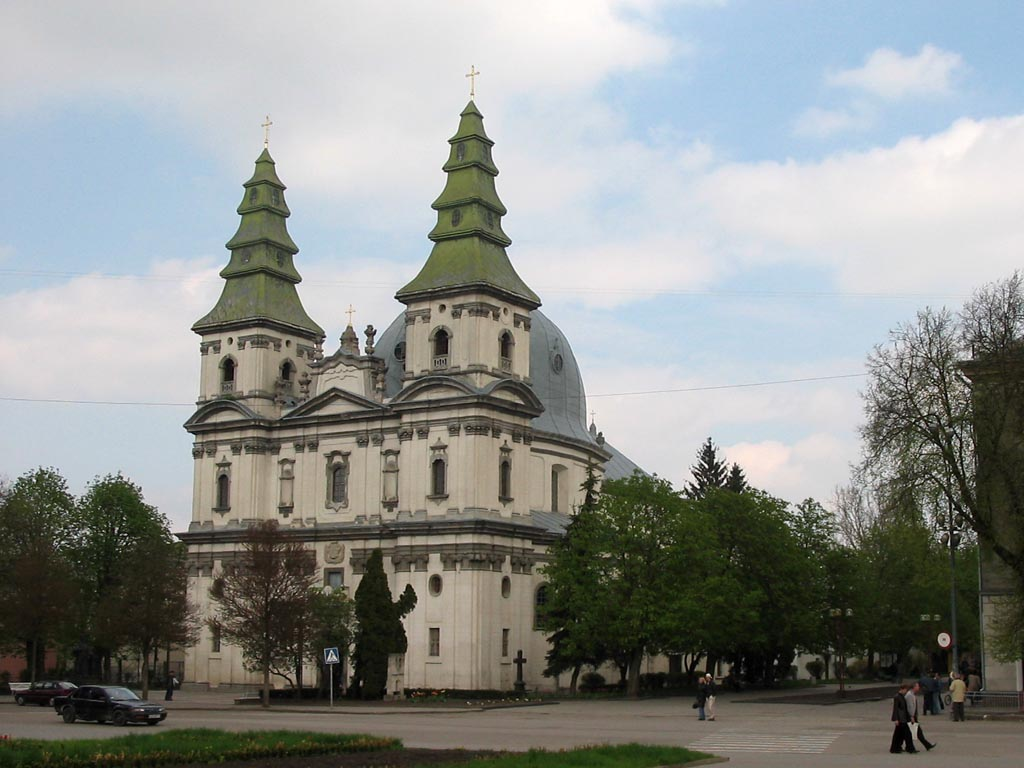
Església greco-catòlica a Ternòpill, segle xviii.
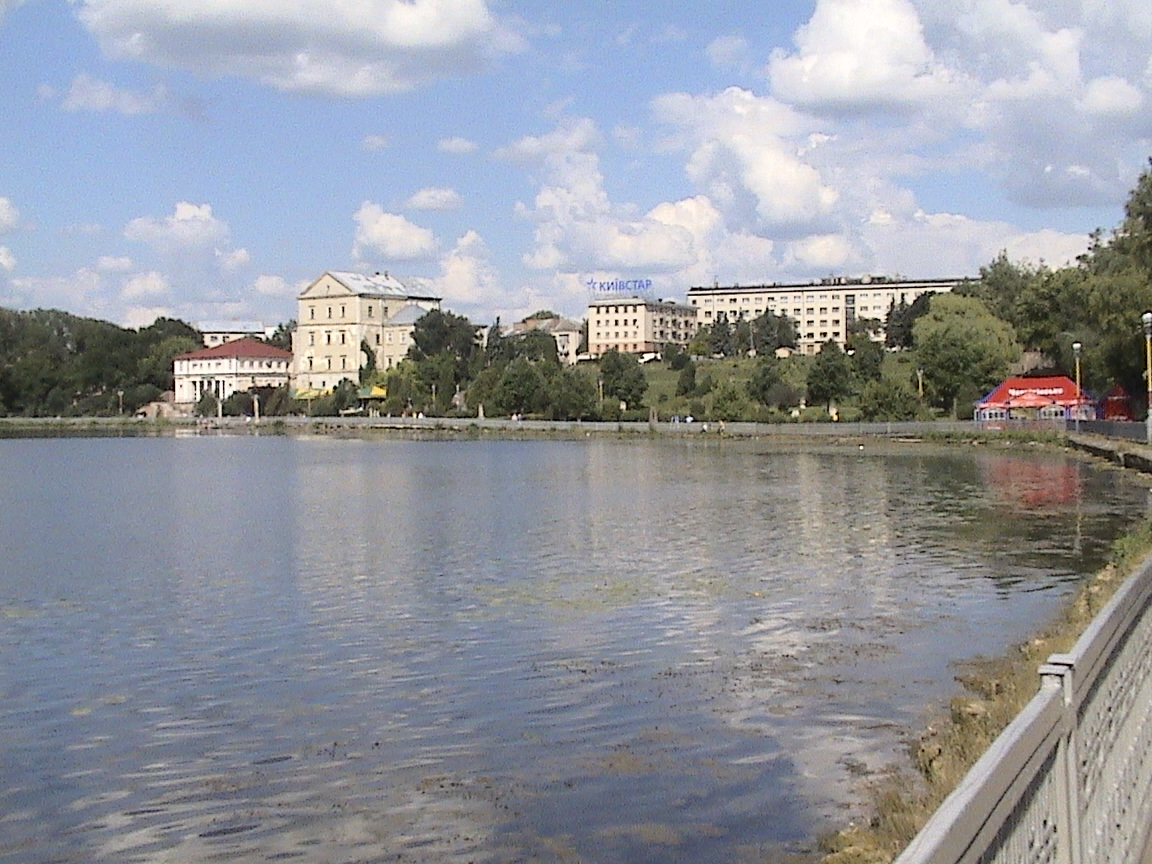
El pantà de Ternòpill.
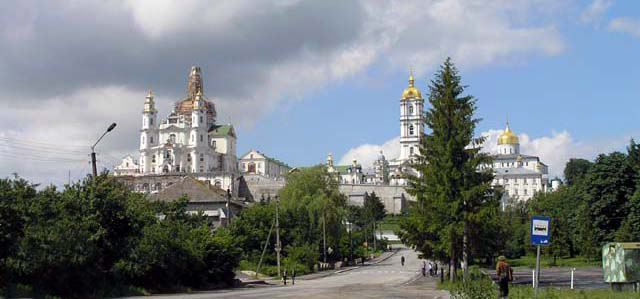
Vista de la lavra o monestir de Potxàïv.
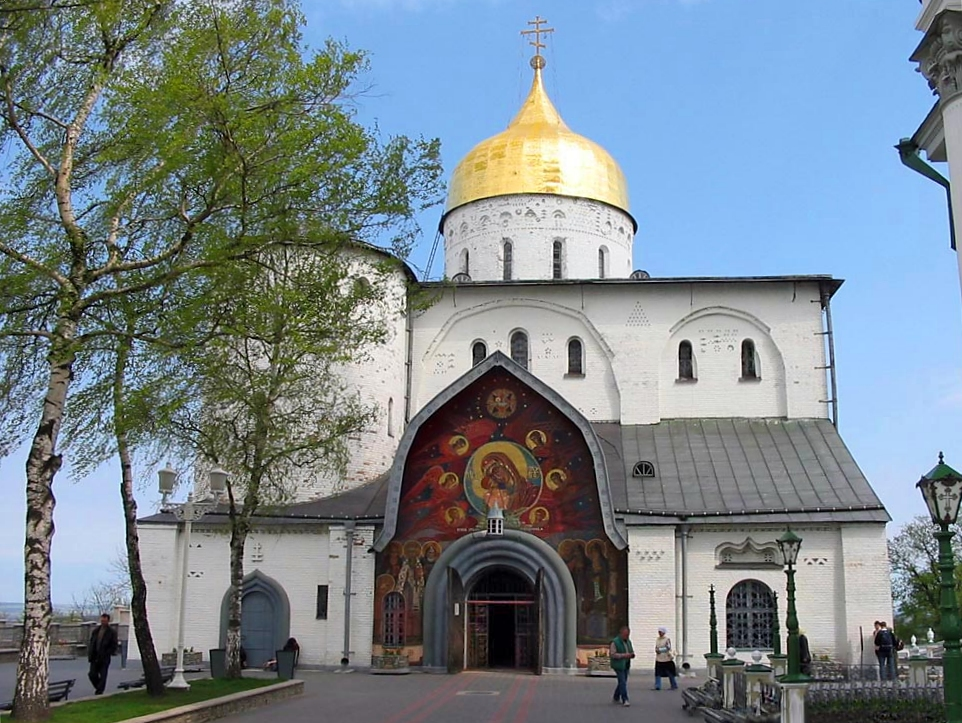
Catedral de la trinitat, monestir de Potxàïv.
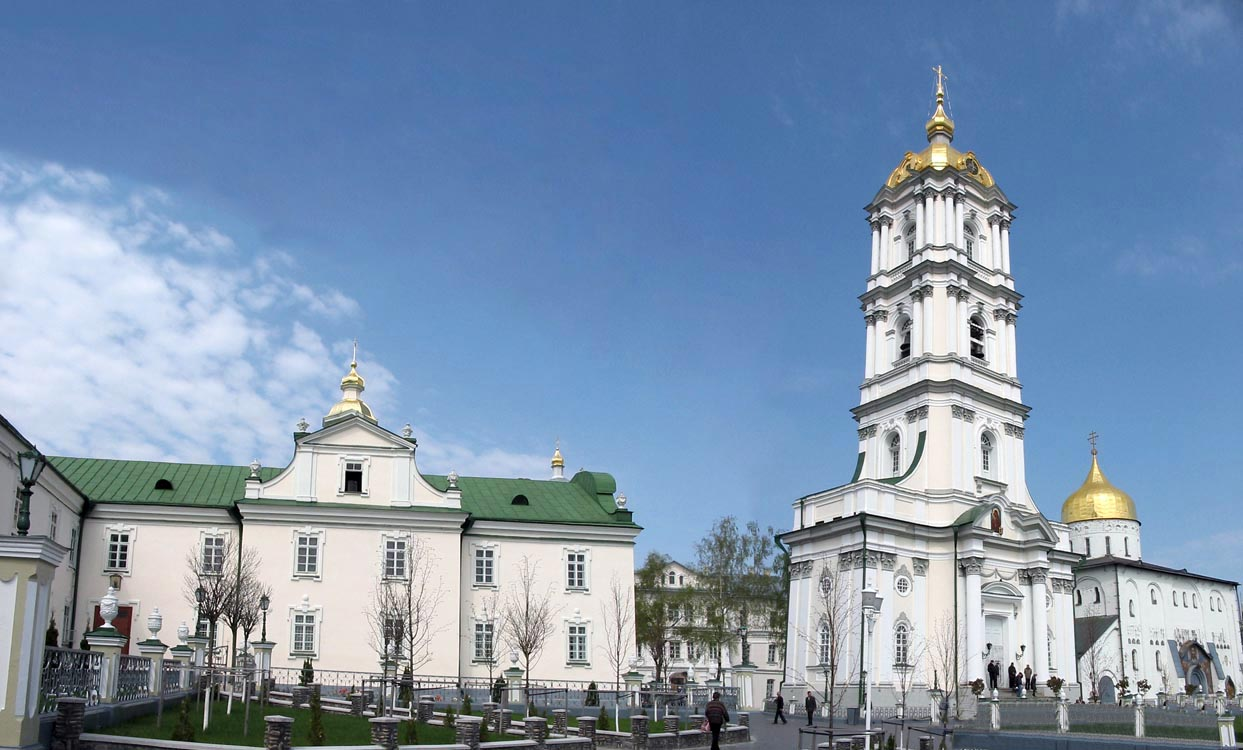
Campanar del monestir de Potxàïv.
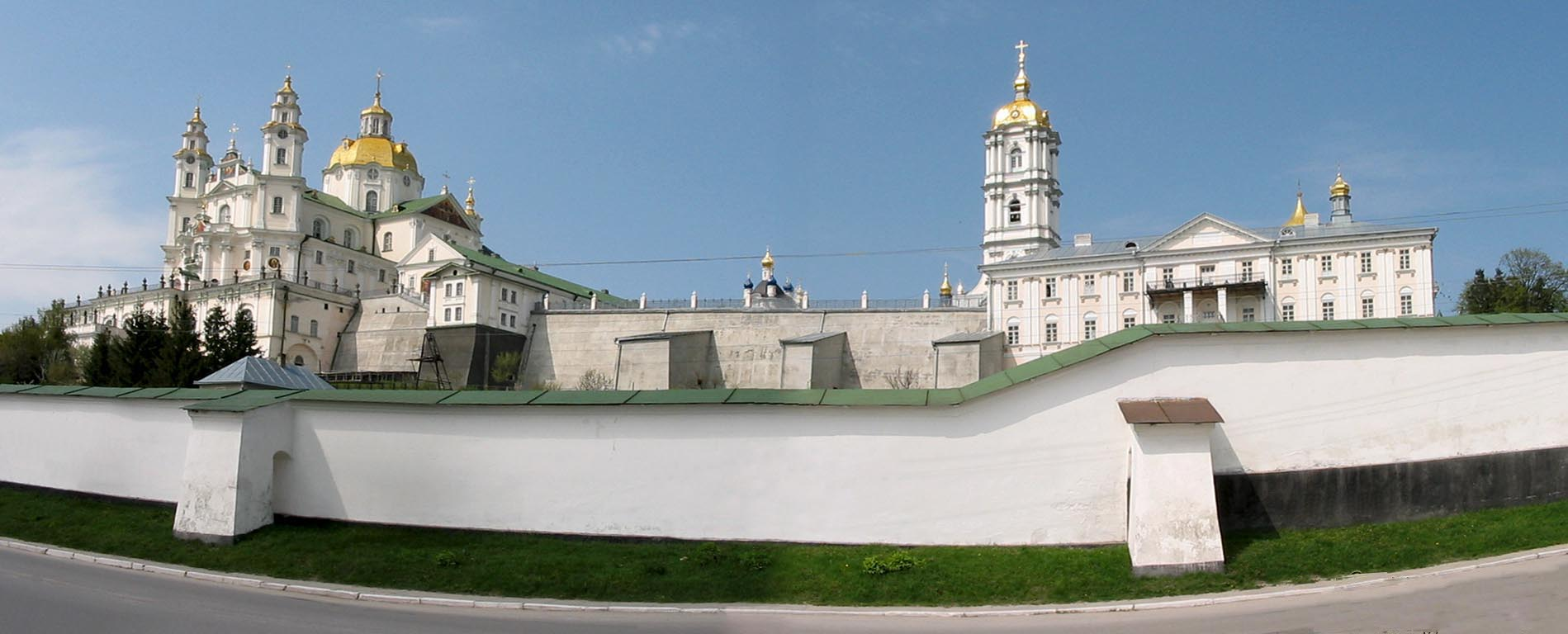
Muralla que tanca el recinte del monestir.
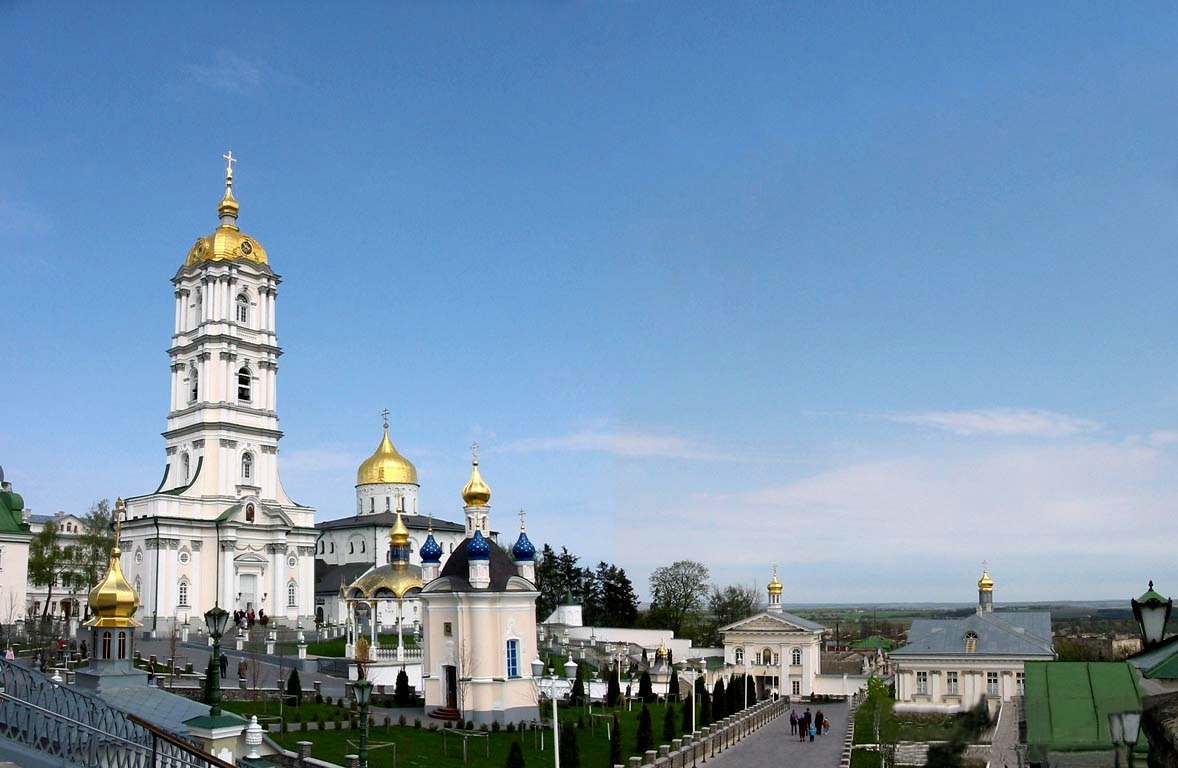
Vista general del monestir.
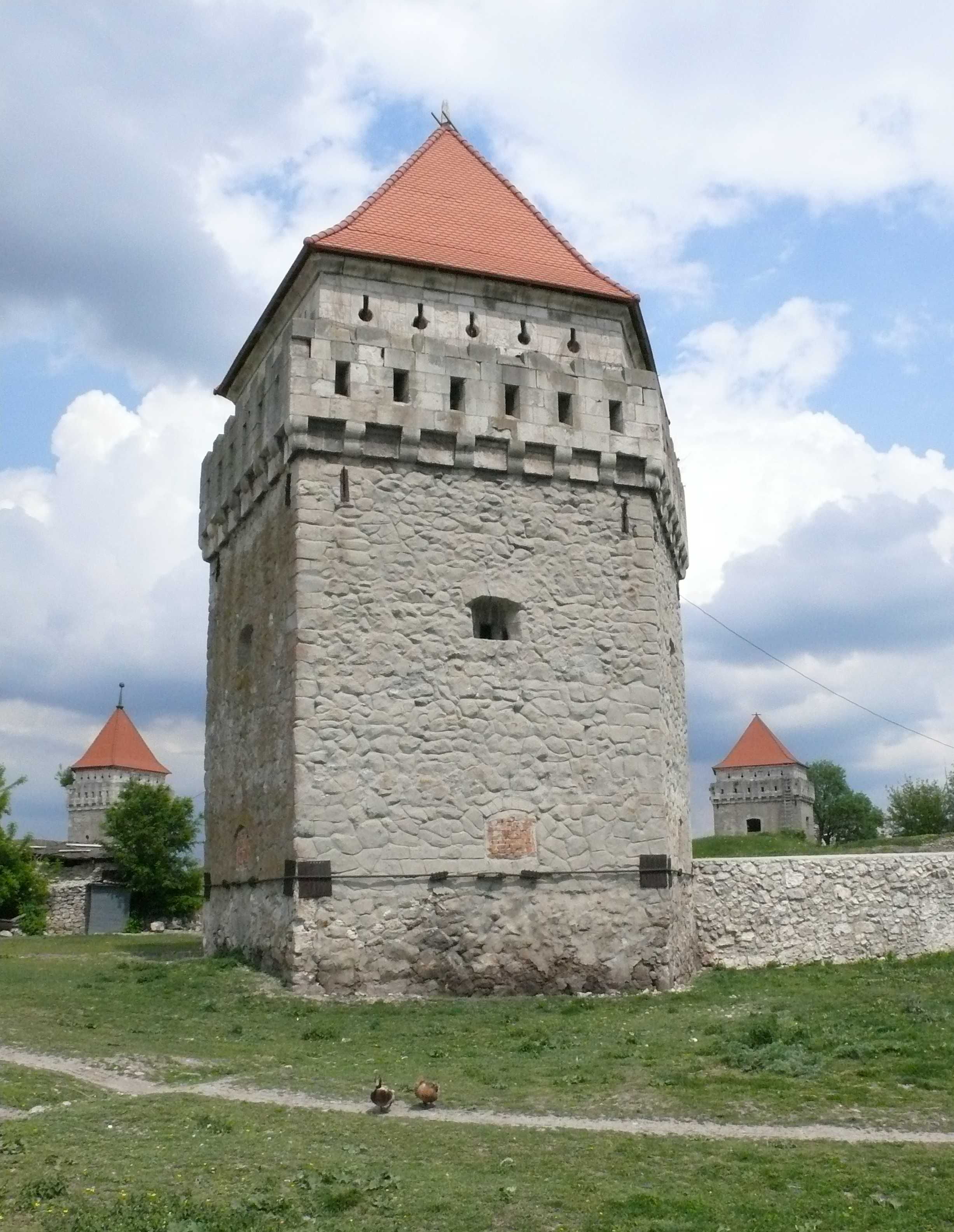
Castell de Skalat.
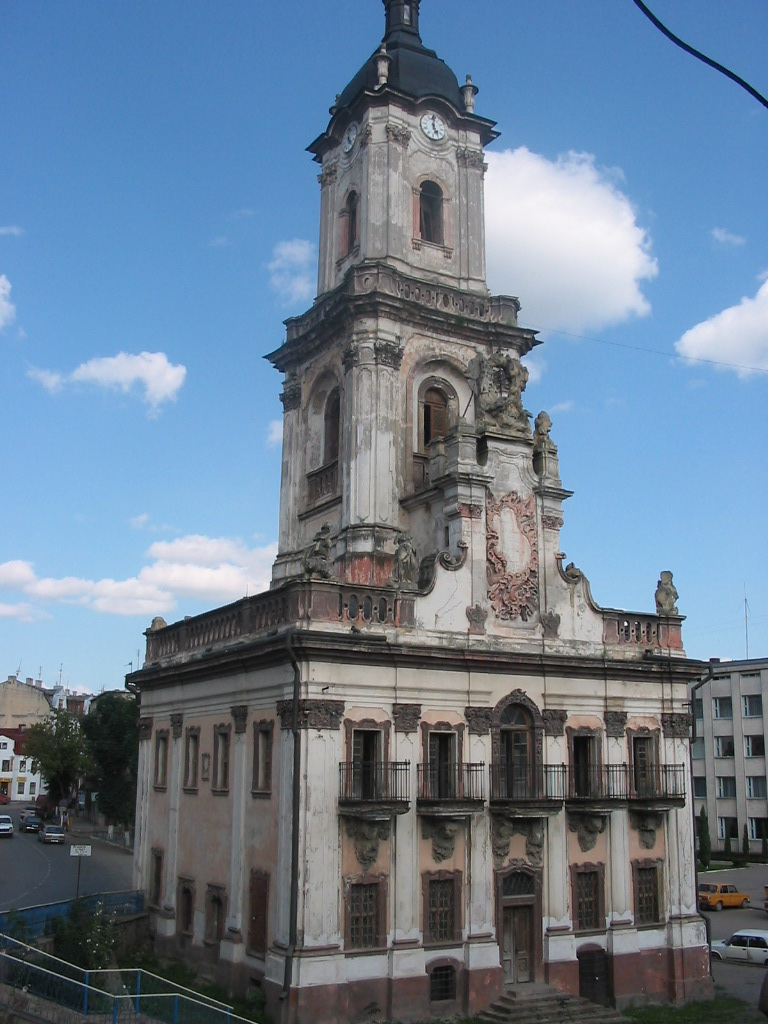
Una altra imatge de l'antiga casa consistorial de Bútxatx (segle xviii).
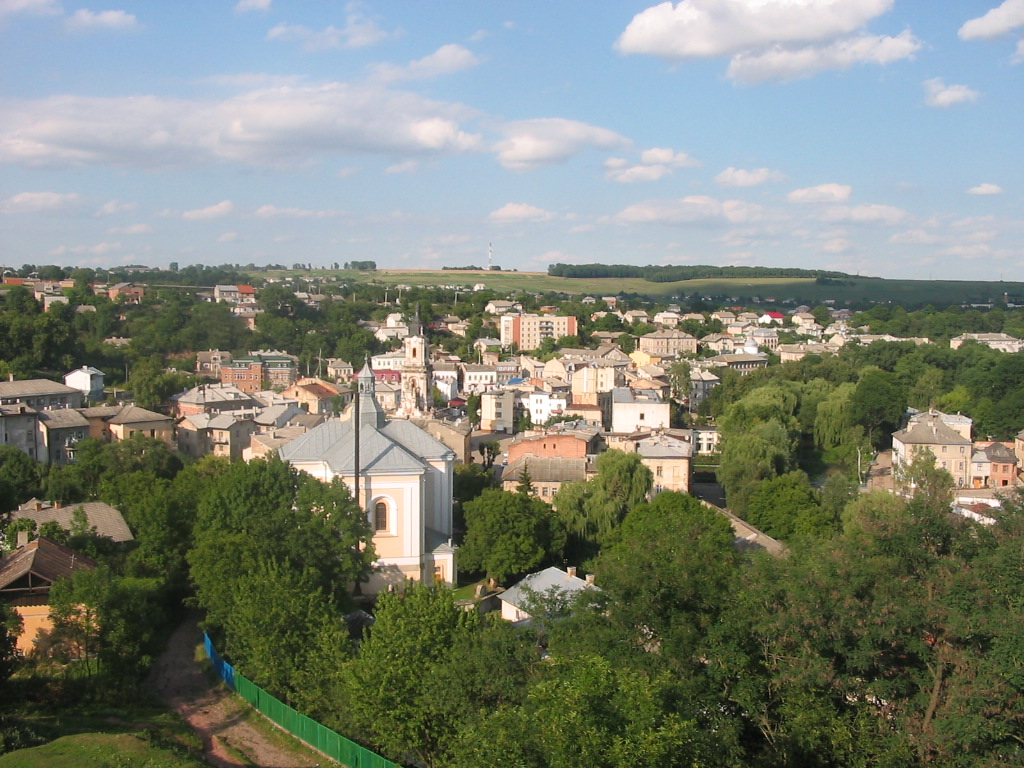
Vista de la ciutat de Bútxatx.
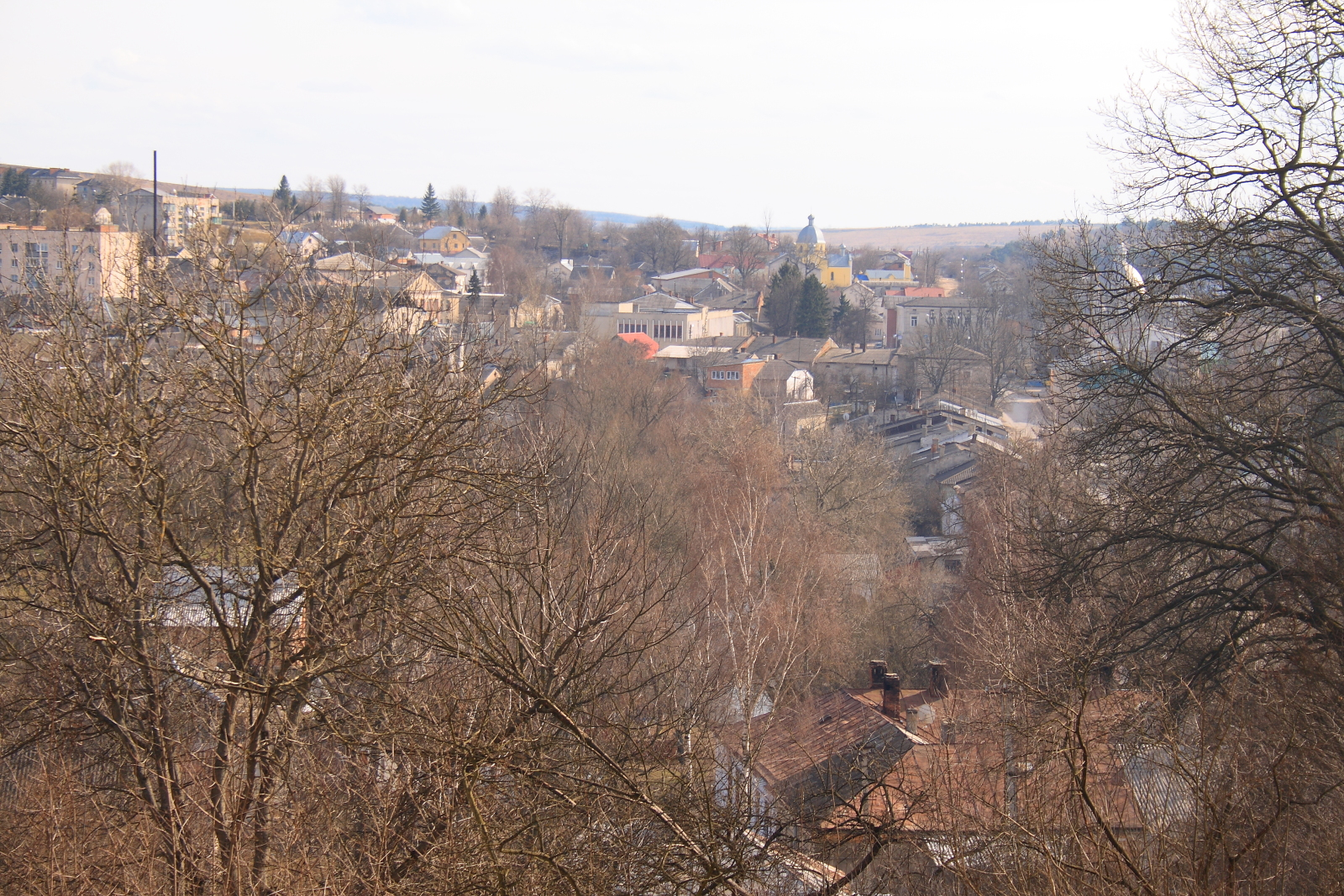
Panorama de la vila de Mykúlyntsi la tardor.
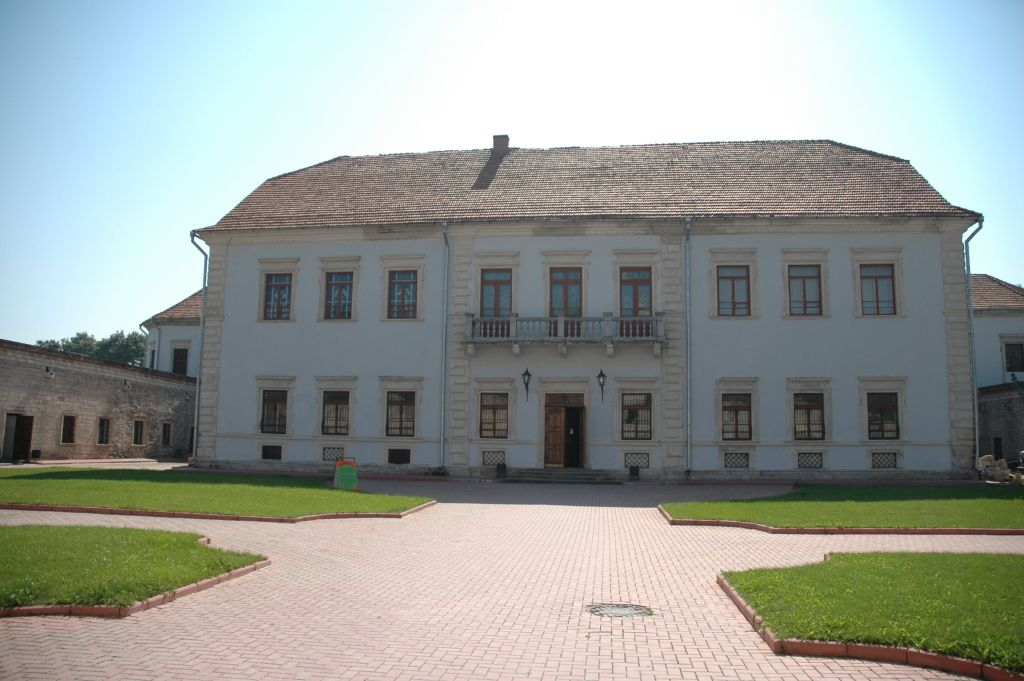
Palauet dins el castell de Zbàraj.
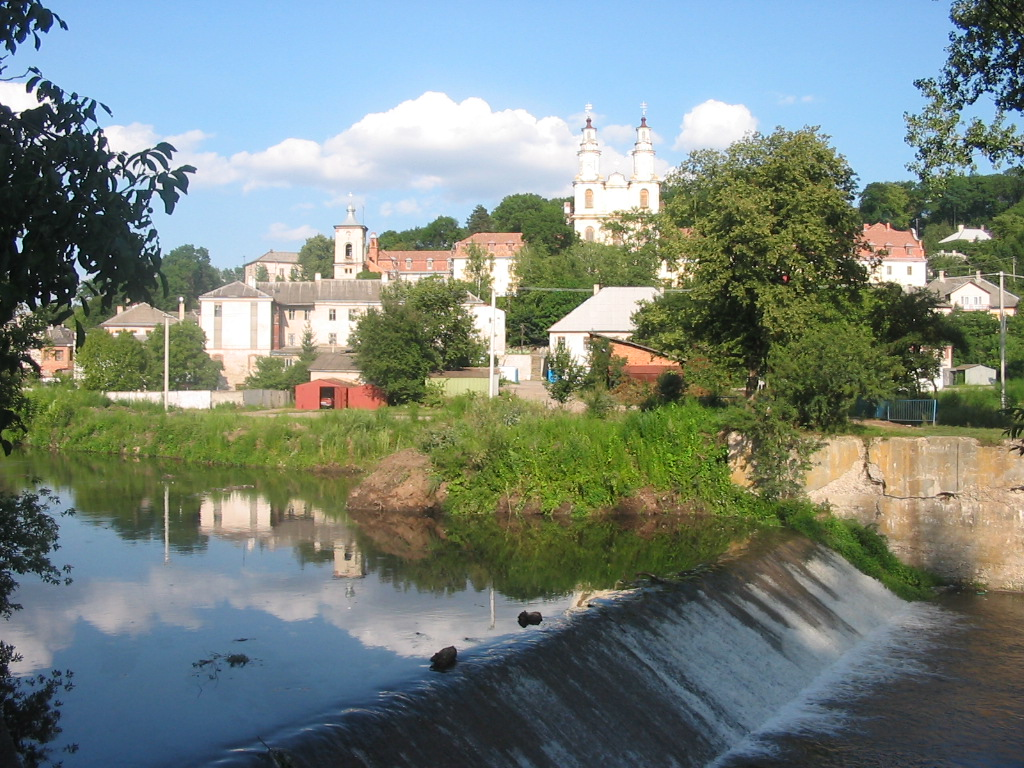
El riu Strypa al seu pas per Bútxatx.
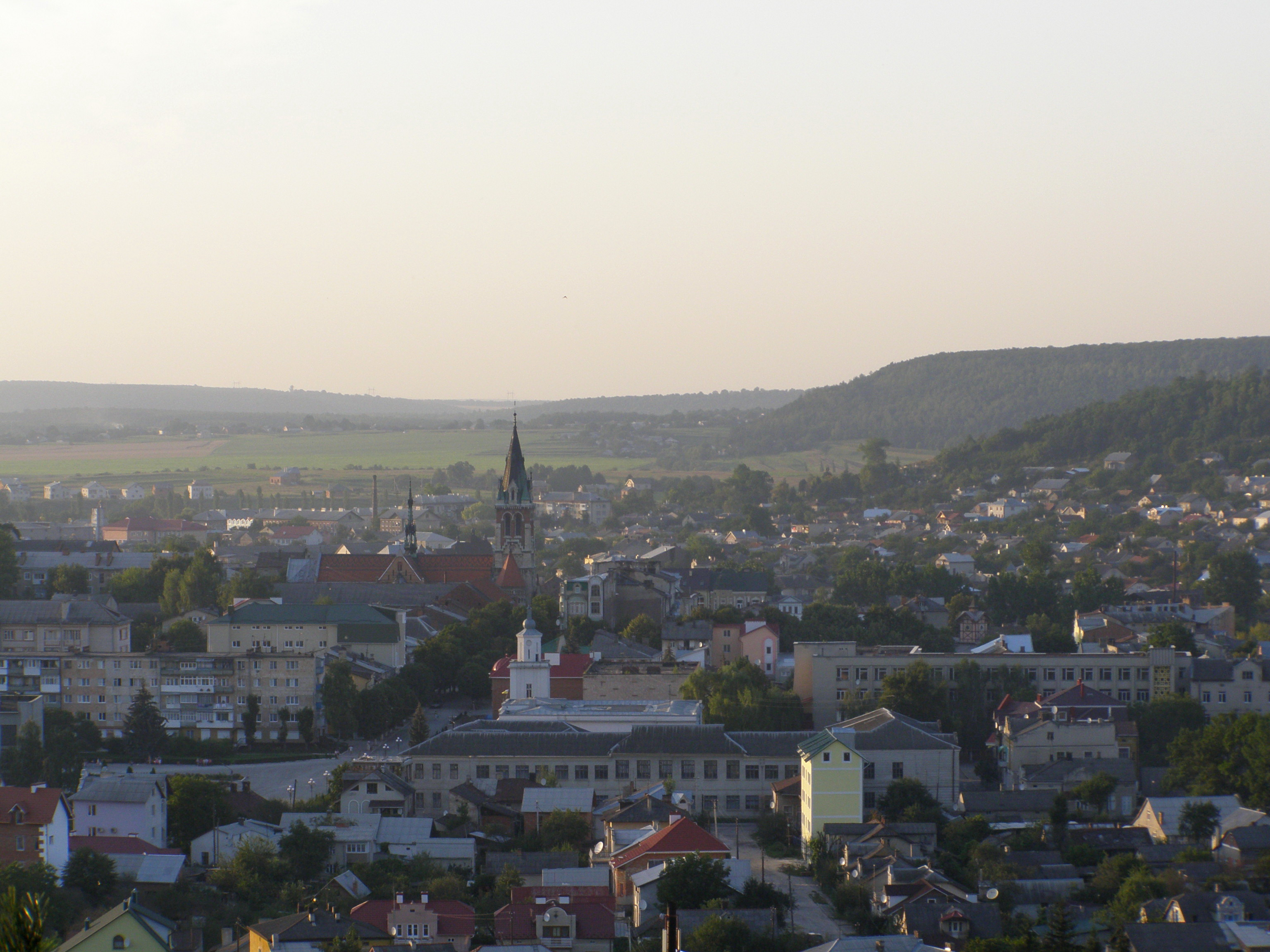
Vista de la ciutat de Txortkiv.
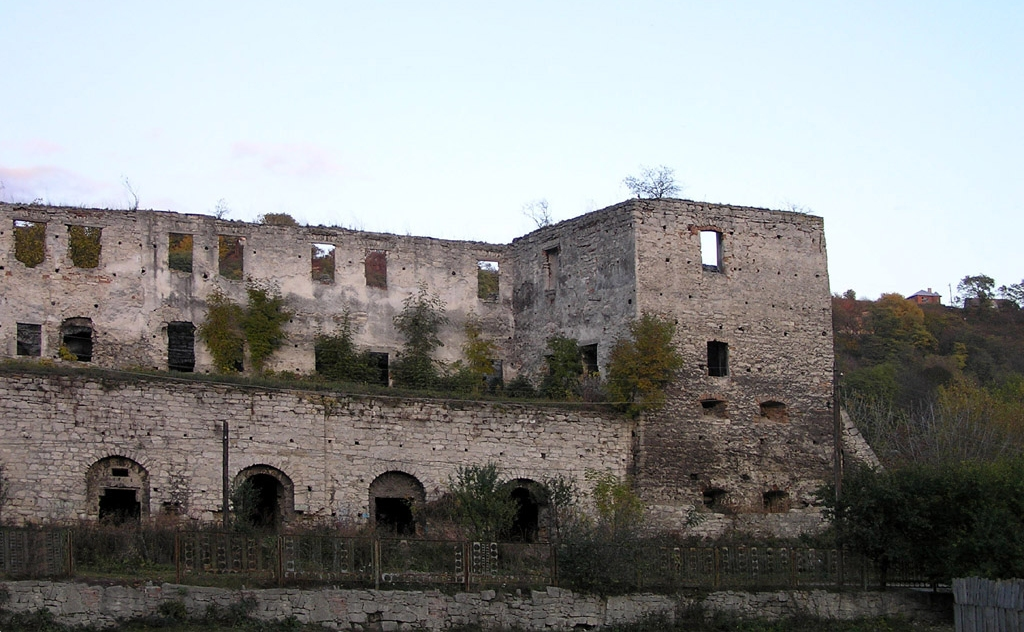
Ruïnes del castell de Txortkiv.